# Sikory (powiat drawski)
Sikory (niem. Zicker) – wieś sołecka w Polsce położona w województwie zachodniopomorskim, w powiecie drawskim, w gminie Czaplinek. W latach 1975–1998 miejscowość administracyjnie należała do województwa koszalińskiego. W roku 2007 wieś liczyła 321 mieszkańców.
Wieś królewska Cykier starostwa drahimskiego, pod koniec XVI wieku leżała w powiecie wałeckim województwa poznańskiego.

## Geografia
Wieś leży ok. 4 km na północny wschód od Czaplinka, przy drodze wojewódzkiej nr 171, nad jeziorem Sikory, ok. 1 km na zachód od jeziora Komorze, ok. 1,3 km na wschód od jeziora Żerdno, ok. 700 m na północ od jeziora Dołgie Wielkie, między Czaplinkiem a Barwicami.

## Historia
Wzmiankowana po raz pierwszy w 1407. We wczesnym średniowieczu znajdował się tutaj gród nad jeziorem Dołgie Wielkie, a nad brzegami jeziora Komorze było kilka skupisk ludności. Drugi gród znajdował się 4 km na wschód od miejscowości, na głęboko wrzynającym się w jeziora Komorze cyplu. Od co najmniej XIV wieku wieś była bardzo ważnym ośrodkiem garncarstwa i produkcji cegieł. Z wypalanych tutaj cegieł zbudowano zamek w Starym Drawsku. Cegły były dowożone nad brzeg jeziora Żerdno, skąd je spławiano na tratwach na plac budowy. W XVI wieku we wsi było kilkunastu garncarzy i jedna cegielnia.

## Zabytki i atrakcje turystyczne
- neoromański kościół parafialny pw. św. Stanisława z 1869 r., rzymskokatolicki należący do dekanatu Barwice, diecezji koszalińsko-kołobrzeskiej, metropolii szczecińsko-kamieńskiej. Budynek jest niewielki, kamienny, bez wieży, stoi na małym wzgórzu i otoczony jest murem z kamieni polnych. Posiada prosty, regularny kształt.

## Turystyka
W Sikorach jest kilka gospodarstw agroturystycznych.
W pobliżu miejscowości rozpoczyna się kajakowy szlak Piławy.